# Finestra tettonica

Sezione di struttura a falde che evidenzia una finestra tettonica e un klippe.

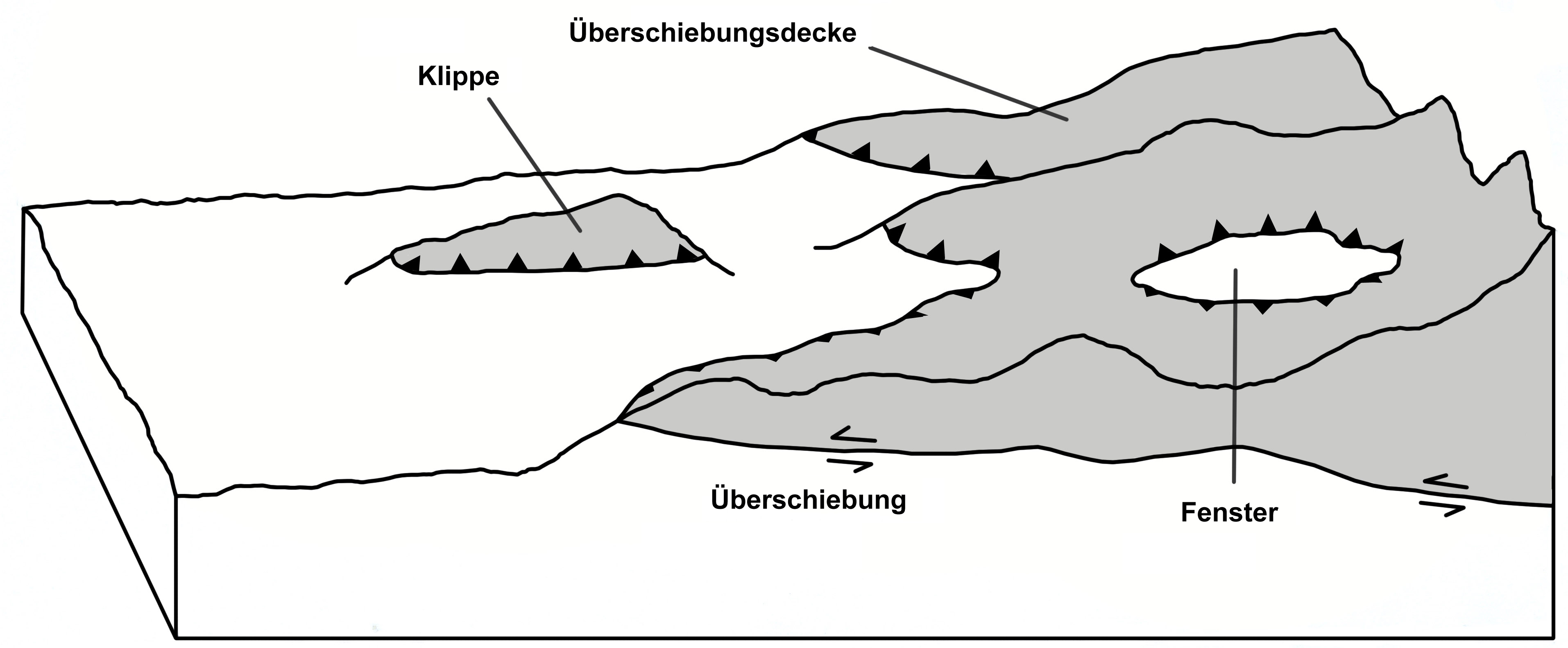
Diagramma schematico di un sistema a falde. Il blocco di tetto o hanging wall, (qui Überschiebungdecke) quando ha dimensioni ragionevoli si chiama nappe. La finestra tettonica (qui fenster) si crea per erosione del blocco di tetto alloctono fino ad esporre le rocce autoctone sottostanti. Il klippe si forma come residuo alloctono in mezzo al blocco di letto o footwall.

In geologia  si parla di finestra tettonica quando in una zona sottoposta ad erosione la demolizione progressiva di una unità tettonica consente l'affioramento e l'osservazione di rocce sottostanti appartenenti ad un altro dominio tettonico.
La dimensione di una finestra tettonica può andare da pochi metri fino a qualche centinaio di chilometri.

## Esempi in Italia
Le più importanti finestre tettoniche delle Alpi sono la Finestra dell'Engadina e la Finestra dei Tauri, a cavallo del confine tra Austria e Italia. Quest'ultima, con le sue dimensioni di 170 chilometri di lunghezza e 30 di larghezza, è la più grande finestra tettonica delle Alpi orientali, nonché l'unica di questa regione in cui si ha l'affioramento della Placca euroasiatica.
Nel Ponente ligure la finestra tettonica di Ceriana è stata oggetto di numerosi e particolareggiati studi, in quanto concausa di ingenti e, purtroppo, luttuosi, movimenti franosi durante  gli eventi alluvionali dell'autunno del 2000.
Tra la Liguria e l'Emilia-Romagna, lungo il corso del fiume Trebbia, vi è la finestra tettonica di Bobbio della Val Trebbia. Essa è attualmente oggetto di studio assieme alle numerose fonti termali. Nella cittadina vi è inoltre una sede distaccata dell'Università di Parma specializzata negli studi geologici.
Lungo gli appennini meridionali, una delle più importanti finestre tettoniche è quella di Campagna creata dal fiume Tenza e che mette in luce i sedimenti marini del bacino Lagonegrese.